# Sierra de Bergantín
La sierra de Bergantín es una pequeña formación montañosa en el estado de Anzoátegui, noreste de Venezuela. El río Neveri que fluye del sur al norte define su lateral oriental, desde allí se extiende a lo largo de la costa hasta el extremo este de la península de Paria. Mide unos 270 km de largo, y entre 80 a 18 km de ancho.
Los cerros El Tejar (266m de altura) y Paraulata (228m de altura) a unos 15 km de la costa y en proximidades de la población de El Pilar, forman parte de la sierra. La localidad de Caripe se encuentra en la sierra de Bergantín.